# Fjallið Mikla
Fjallið Mikla är ett berg i Färöarna (Kungariket Danmark).   Det ligger i sýslan Suðuroyar sýsla, i den södra delen av landet, 50 km söder om huvudstaden Tórshavn. Toppen på Fjallið Mikla är 297 meter över havet. Fjallið Mikla ligger på ön Suðuroy.
Terrängen runt Fjallið Mikla är lite kuperad. Havet är nära Fjallið Mikla åt sydväst. Runt Fjallið Mikla är det ganska glesbefolkat, med 29 invånare per kvadratkilometer. Närmaste större samhälle är Vágur, 7,0 km söder om Fjallið Mikla. Trakten runt Fjallið Mikla består i huvudsak av gräsmarker.